# Ancylonotopsis girardi
Ancylonotopsis girardi là một loài bọ cánh cứng trong họ Cerambycidae.